# Remember That Night
Remember That Night és un enregistrament d'un concert en directe del guitarrista de Pink Floyd David Gilmour, d'una sèrie de concerts en solitari al Royal Albert Hall de Londres els dies 29, 30 i 31 de maig de 2006 com a part de la seva gira On an Island, de presentació del disc homònim. El títol està pres d'una línia de la cançó "On an Island". Va ser editat en els formats DVD i Blu-ray. La versió en DVD va editar-se el 17 de setembre de 2007 al Regne Unit, Europa i Austràlia, i el 18 de setembre de 2007 als Estats Units i el Canadà. La versió Blu-ray va editar-se el 20 de novembre de 2007.